# Година шест царева
Година шест царева назив је за кризу која је Римско царство погодило 238. године када се у само неколико месеци изменило чак шест царева.

## Грађански рат
Почетком године на царском престолу налазио се Максимин Трачанин који је на власт дошао 235. године силом преотевши престо. Међу припадницима римске аристократије био је непопуларан због свог скромног порекла, високих пореза и ничим оправданих егзекуција припадника аристократије. Против Максимина је 238. године избио устанак у Северној Африци. За новог цара проглашен је Гордијан I који је за свога савладара именовао свога сина Гордијана ΙΙ. Устанак је угушен за непуних месец дана. Међутим, у међувремену је Сенат прогласио Максимина државним непријатељем и именовао два нова ко-цара: Пупијена и Балбина. Максимин је, сазнавши за то, кренуо са својом војском ка Риму, али је његова војска заустављена код побуњеног града Аквилеје. Опсада је изазвала глад и болести међу Максиминовим трупама које су се побуниле, убиле Максимина и од Пупијена осигурали помиловање. 
Међутим, криза још увек није била завршена. Настаје сукоб између Пупијена и Балбина. Обојица су били непопуларни међу плебсом, па су, да би га умирили, именовали Гордијана ΙII, сина покојног Гордијана II за новог савладара. Свађе су ипак настављене све док 29. јула није интервенисала Преторијанска гарда убијајући обојицу краља. Гордијан је потврђен за цара. 